# 나나오시
나나오시(일본어: 七尾市)는 일본 호쿠리쿠 지방 서쪽에 있는 시이다. 이시카와현 노토 지방의 중심 도시이다.
노토반도 중앙부에 있고 도야마만, 나나오만과 접하며 노토섬을 관할한다. 2004년 10월 1일에는 시정촌 합병으로 신이치제의 나나오시가 발족했고 "나나오"라는 명칭의 유래는 나나오성이 있던 산의 일곱 개 능선에서 비롯되었다.

## 지리
합병으로 나나오만 중앙부에 위치하는 노토지마정과 나나오 서만의 나카시마정과 다쓰루하마정을 취하였고 나나오 남만을 둘러싸는 형태가 되었다. 동부는 도야마만과 접하고 만을 따라서 북동쪽으로 뻗은 사키야마반도는 첨단의 간논자키에서 노토섬과 마주보고 있다. 와쿠라 온천, 아카우라 온천, 아카사키 온천 등 온천이 많다.

## 인접하는 자치체
- 이시카와현
  - 가시마군 나카노토정
  - 하쿠이군 시카정
  - 호스군 아나미즈정

- 도야마현
  - 히미시

## 역사
고대에는 노토국 노토군의 땅으로 노토국 국부와 고쿠분지가 있는 노토국의 중심부였다. 전체 길이 52m의 야다타카기모리 고분(전방후원분)과 42m의 야다마루야마 고분(원분)을 중심으로 한 야다 고분군은 노토 일족과 관련된다고 여겨진다. 대안의 노토섬에는 일본에서도 드문 고구려식 석실을 가지는 수소에조아나 고분이 있다.
중세에는 가시마군이 되었다. 센고쿠 시대에는 노토 하타케야마씨가 나나오성을 거점으로 하여 7대 당주 하타케야마 요시후사 대에는 나나오성 하에서 장려된 "하타케야마 문화"가 전성기를 맞이하였다. 1577년 우에스기 겐신의 침공으로 하타케야마씨는 멸망했고 이후 오다 노부나가를 섬기는 마에다 도시이에가 노토 전역을 영유했다. 에도 시대에는 일부의 천령(막부 직할령)을 제외하고 마에다씨 가가번의 일부가 되었다.
1871년 폐번치현으로 가나자와현에 편입되었으나 이후 분리되어 나나오현에 속하게 되었다. 이듬해 나나오현이 폐지되면서 이시카와현에 속하게 되었다.
- 1889년 4월 1일 - 정촌제 시행으로 "나나오정"이 성립하였다.
- 1939년 7월 20일 - 나나오정과 5개 촌 와쿠라정(다쓰루하마정)의 일부를 합병해 나나오시가 성립하였다.
- 2004년 10월 1일 - 구 나나오시, 다쓰루하마정, 나카시마정, 노토지마정이 합병해 새로운 나나오시가 성립하였다.

## 교통

### 철도
- 서일본 여객철도 나나오선
- 노토 철도 나나오선

### 도로
- 노에쓰 자동차도
- 국도 159호선
- 국도 160호선
- 국도 249호선

## 인구
| 연도 | 인구   | ±%     |
| ---- | ------ | ------ |
| 1970 | 68,303 | —      |
| 1980 | 69,945 | +2.4%  |
| 1990 | 68,692 | −1.8%  |
| 2000 | 63,963 | −6.9%  |
| 2010 | 57,900 | −9.5%  |
| 2020 | 50,300 | −13.1% |

## 기후
| 나나오시의 기후                                              | 나나오시의 기후 | 나나오시의 기후 | 나나오시의 기후 | 나나오시의 기후 | 나나오시의 기후 | 나나오시의 기후 | 나나오시의 기후 | 나나오시의 기후 | 나나오시의 기후 | 나나오시의 기후 | 나나오시의 기후 | 나나오시의 기후 | 나나오시의 기후 |
| 월                                                           | 1월             | 2월             | 3월             | 4월             | 5월             | 6월             | 7월             | 8월             | 9월             | 10월            | 11월            | 12월            | 연간            |
| ------------------------------------------------------------ | --------------- | --------------- | --------------- | --------------- | --------------- | --------------- | --------------- | --------------- | --------------- | --------------- | --------------- | --------------- | --------------- |
| 역대 최고 기온 °C (°F)                                       | 16.8 (62.2)     | 21.9 (71.4)     | 25.1 (77.2)     | 30.1 (86.2)     | 31.7 (89.1)     | 32.4 (90.3)     | 37.4 (99.3)     | 38.1 (100.6)    | 37.1 (98.8)     | 31.9 (89.4)     | 25.6 (78.1)     | 21.4 (70.5)     | 38.1 (100.6)    |
| 일평균 최고 기온 °C (°F)                                     | 6.0 (42.8)      | 6.8 (44.2)      | 10.6 (51.1)     | 16.3 (61.3)     | 21.6 (70.9)     | 24.9 (76.8)     | 28.8 (83.8)     | 30.6 (87.1)     | 26.3 (79.3)     | 20.7 (69.3)     | 14.8 (58.6)     | 9.0 (48.2)      | 18.0 (64.5)     |
| 일일 평균 기온 °C (°F)                                       | 2.7 (36.9)      | 3.0 (37.4)      | 5.9 (42.6)      | 11.1 (52.0)     | 16.3 (61.3)     | 20.4 (68.7)     | 24.5 (76.1)     | 26.0 (78.8)     | 22.0 (71.6)     | 16.2 (61.2)     | 10.5 (50.9)     | 5.4 (41.7)      | 13.7 (56.6)     |
| 일평균 최저 기온 °C (°F)                                     | −0.3 (31.5)     | −0.6 (30.9)     | 1.5 (34.7)      | 6.2 (43.2)      | 11.6 (52.9)     | 16.7 (62.1)     | 21.3 (70.3)     | 22.5 (72.5)     | 18.4 (65.1)     | 12.2 (54.0)     | 6.5 (43.7)      | 2.0 (35.6)      | 9.8 (49.7)      |
| 역대 최저 기온 °C (°F)                                       | −8.7 (16.3)     | −7.1 (19.2)     | −4.9 (23.2)     | −2.4 (27.7)     | 2.1 (35.8)      | 9.4 (48.9)      | 14.2 (57.6)     | 14.4 (57.9)     | 8.2 (46.8)      | 2.0 (35.6)      | −1.0 (30.2)     | −5.6 (21.9)     | −8.7 (16.3)     |
| 평균 강수량 mm (인치)                                        | 207.4 (8.17)    | 126.3 (4.97)    | 139.1 (5.48)    | 126.0 (4.96)    | 120.0 (4.72)    | 168.5 (6.63)    | 222.7 (8.77)    | 183.0 (7.20)    | 206.5 (8.13)    | 156.7 (6.17)    | 205.7 (8.10)    | 255.1 (10.04)   | 2,117 (83.35)   |
| 평균 강설량 cm (인치)                                        | 73 (29)         | 54 (21)         | 11 (4.3)        | 0 (0)           | 0 (0)           | 0 (0)           | 0 (0)           | 0 (0)           | 0 (0)           | 0 (0)           | 0 (0)           | 26 (10)         | 163 (64)        |
| 평균 강수일수 (≥ 1.0 mm)                                     | 23.0            | 18.1            | 16.3            | 12.3            | 10.4            | 10.7            | 12.5            | 10.0            | 12.2            | 13.3            | 17.2            | 22.9            | 178.9           |
| 평균 강설일수 (≥ 3 cm)                                       | 7.7             | 5.9             | 1.2             | 0               | 0               | 0               | 0               | 0               | 0               | 0               | 0               | 2.9             | 17.7            |
| 평균 월간 일조시간                                           | 61.8            | 90.5            | 148.8           | 196.4           | 216.6           | 160.9           | 162.4           | 213.8           | 153.8           | 148.4           | 103.8           | 63.1            | 1,720.2         |
| 출처: 일본 기상청 (평년값: 1991년~2020년, 극값: 1978년~현재) |                 |                 |                 |                 |                 |                 |                 |                 |                 |                 |                 |                 |                 |

## 자매 도시
- 대한민국 경상북도 김천시
- 중화인민공화국 랴오닝성 다롄시 진저우구
- 러시아 이르쿠츠크주 브라츠크
- 미국 캘리포니아주 몬테레이
- 미국 켄터키주 모건타운